# Polycarena gracilis
Polycarena gracilis är en flenörtsväxtart som beskrevs av O.M. Hilliard. Polycarena gracilis ingår i släktet Polycarena och familjen flenörtsväxter. Inga underarter finns listade i Catalogue of Life.